# Samantha Harris
Samantha Harris, nata Samantha Harris Shapiro (Hopkins, 27 novembre 1973), è una conduttrice televisiva statunitense.
Dalla seconda alla nona stagione ha co-condotto il programma dedicato al ballo Dancing with the Stars insieme a Tom Bergeron. Dal 2010 al 2012 è stata corrispondente del programma di approfondimento Entertainment Tonight, in cui è ritornata nel 2015 come conduttrice dell'edizione del weekend.